# Film Workshop
Film Workshop (電影工作室) est une société de production et de distribution cinématographique hongkongaise fondée en avril 1984 par le réalisateur et producteur Tsui Hark et sa femme Nansun Shi. Bien que déjà renommé pour ses succès au box-office, Tsui Hark voulait créer un studio où les plus grands réalisateurs pourraient travailler sur des films à valeur artistique et, en même temps, des films qui pourraient être commercialement viables pour les investisseurs.

## Histoire
En 1984, Film Workshop produit son premier film, Shanghai Blues, qui est un succès à la fois critique et commercial à Hong Kong, tout comme les deux films suivants réalisés par Tsui : Working Class et Peking Opera Blues. À l'époque, Tsui invite d’autres réalisateurs à se joindre à eux comme John Woo qui réalise Le Syndicat du crime qui récolte 4,5 millions $US au box-office local, devenant le plus gros succès de Hong Kong de tous les temps.
Film Workshop continue produire les films que Tsui produit ou réalise. Cela inclut des films tels que Le Syndicat du crime 2, Le Syndicat du crime 3, la série des Il était une fois en Chine et Seven Swords.